# Lijst van weg- en veldkapellen in Bonheiden
Dit is een onvolledige lijst van veldkapellen in de gemeente Bonheiden. Kapelletjes komen vooral voor in katholieke gebieden van o.a. Nederland en België, en werden dikwijls gebouwd ter verering van een heilige. Ze zijn te vinden langs wegen in het buitengebied, maar komen ook voor binnen de bebouwde kom.
| Kapel                                               | Adres                 | Plaats    | Bouwperiode           | Architect | Foto |
| --------------------------------------------------- | --------------------- | --------- | --------------------- | --------- | ---- |
| Sint-Annakapel                                      | Mechelsesteenweg      | Bonheiden | 17e-18e eeuw          |           |      |
| Sint-Eloykapel                                      | Brugstraat-Amerstraat | Rijmenam  | 1986                  |           |      |
| Onze-Lieve-Vrouw Onbevlekt van de Sint-Jansheikapel | Hoogstraat            | Rijmenam  | 1870                  |           |      |
| Heilige Theresia van Lisieuxkapel                   | Korte Dreef           | Rijmenam  | Tweede kwart 20e eeuw |           |      |